# Anna Carlucci
Anna Carlucci (Udine, 26 maggio 1961) è un'autrice televisiva e regista italiana.

## Biografia
Sorella minore di Milly e Gabriella, fece il suo ingresso nel mondo dello spettacolo nella redazione del programma Novantesimo anno del 1984.
Dal 1985 stabilì un lungo sodalizio artistico con Luciano Rispoli, con il quale esordì davanti alle telecamere, dopo un iniziale coinvolgimento in redazione, nel programma Pomeridiana, e che poi la volle al suo fianco nella trasmissione Parola mia, andata avanti per tre edizioni, e nei successivi La grande corsa, Argento e oro e Una grande occasione e poi ancora nel 1997 su TMC al Secondo campionato della lingua italiana. 
In seguito diradò le proprie apparizioni in video, iniziando a lavorare sempre più dietro le quinte.
Ha quindi curato la regia di Galatea, programma andato in onda tra il 2004 e il 2006 su Rai 2, ed è stata autrice del programma Il diavolo e l'acqua santa, condotto da Don Antonio Mazzi su Sat 2000.
Nei primi anni 1990 si è dedicata anche alla regia cinematografica con i film Nessuno mi crede del 1992, di cui ha firmato anche la sceneggiatura, e Torta di mele del 1994.

## Programmi televisivi

### Autrice
- Novantesimo anno (1984)
- Il sogno del podio (Rai 5, 2019, 2021)

### Regista
- Galatea (Rai 2, 2004-2006)
- Il sogno del podio (Rai 5, 2019, 2021)

### Conduttrice
- Pomeridiana (Rai 1, 1985)
- Parola mia (Rai 1, 1985-1988)
- La grande corsa (Rai 1, 1987)
- Effetto Nuvolari (Rai 1, 1987)
- Una grande occasione (Rai 2, 1987-1988)
- Argento e oro (Rai 2, 1988-1989)
- Napoli prima e dopo (Rai 1, 1990)
- Atlante (Rai 1, 1990)

## Filmografia
- Nessuno mi crede (1992)
- Torta di mele (1994)
- La vita tra le mani - documentario (2024)

## Podcast
- Quello che i libri non dicono (2025)